# Hogna bivittata
Hogna bivittata là một loài nhện trong họ Lycosidae.
Loài này thuộc chi Hogna. Hogna bivittata được Cândido Firmino de Mello-Leitão miêu tả năm 1939.